# Aminoglycoside

Streptomycin.

Aminoglycoside là một thuốc kháng sinh dùng cho vi khuẩn Gram-âm, cơ chế hoạt động bằng ức chế tổng hợp protein và chứa một phân tử amin-gắn glycoside (đường). Aminoglycoside là một thuốc diệt khuẩn, chống lại Gram-âm và một số trực khuẩn kỵ khí chưa kháng thuốc, nhưng nói chung không chống lại Gram  dương và vi khuẩn Gram âm kỵ khí.
Streptomycin (ảnh bên phải) là kháng sinh đầu tiên trong nhóm aminoglycosid. Nó có nguồn gốc từ Streptomyces griseus và là thuốc hiện đại nhất chữa lao. Streptomycin không có gốc 2-deoxystreptamine như hầu hết các thuốc khác trong nhóm này. Ví dụ khác về aminoglycoside bao gồm các deoxystreptamine-chứa kanamycin, tobramycin, gentamincin, và neomycin.

### Chỉ định
Aminoglycosides có tác dụng tốt trên nhiễm khuẩn kỵ khí, Gram-âm, như Pseudomonas, Acinetobacter, và Enterobacter. Ngoài ra, một số Mycobacteria, bao gồm cả vi khuẩn lao, rất nhạy cảm với aminoglycoside. Streptomycin là  thuốc hiệu quả đầu tiên trong điều trị bệnh lao, mặc dù vai trò của aminoglycoside như streptomycin và amikacin đã bị lu mờ (vì độc tính của chúng và đường dùng bất tiện) ngoại trừ điều trị chủng đa kháng thuốc. Cạch sử dụng thường xuyên nhất của aminoglycoside là theo kinh nghiệm điều trị nhiễm trùng nghiêm trọng như nhiễm trùng huyết, nhiễm trùng nghiêm trọng trong ổ bụng, nhiễm trùng đường tiết niệu phức tạp, và nhiễm khuẩn bệnh viện đường hô hấp. Khi đã có kết quả nuôi cấy và kháng sinh đồ, aminoglycosides thường bị ngừng để sử dụng các thuốc kháng sinh ít độc hơn.
Aminoglycosides không hiệu quả với vi khuẩn kỵ khí, nấm và vi rút. Nhiễm trùng gây ra bởi vi khuẩn Gram dương có thể cũng được điều trị bằng aminoglycoside, nhưng có nhiều loại thuốc kháng sinh mạnh hơn và ít gây tổn hại bệnh nhân. 